# Ali Adnan
Ali Adnan Kadhim Nassir Al-Tameemi, arab. علي عدنان كاظم التميمي (ur. 19 grudnia 1993 w Bagdadzie) – iracki piłkarz występujący na pozycji lewego obrońcy w Vancouver Whitecaps FC (wypożyczony z Udinese Calcio) i reprezentacji Iraku. Jego styl gry porównywany jest do sposobu gry Garetha Bale'a.

## Kariera klubowa
Ali Adnan karierę rozpoczął w Ammo Baba Football School, akademii piłkarskiej założonej przez Ammo Babę. Adnan grał również w młodzieżowych zespołach innych klubów z Bagdadu: Al-Zawraa i Al-Quwa Al-Jawiya. W 2010 roku przeszedł do Bagdad FC, szybko stając się podstawowym graczem zespołu z irackiej ekstraklasy. Zimą 2013 roku miał trafić do Ittihad FC, jednak zbyt długo musiał czekać na wizę do Arabii Saudyjskiej i okno transferowe zostało zamknięte. 2 sierpnia 2013 Ali Adnan został zaprezentowany jako nowy piłkarz Çaykur Rizespor, z którym podpisał pięcioletni kontrakt. Po dwóch sezonach przeszedł do Udinese Calcio, które zapłaciło za niego 2,2 mln euro, a Adnan został pierwszym Irakijczykiem w historii Serie A.
| Sezon     | Klub            | Kraj   | Rozgrywki             | Mecze | Gole |
| --------- | --------------- | ------ | --------------------- | ----- | ---- |
| 2011/2012 | Bagdad FC       | Irak   | Iracka Premier League | 14    | 0    |
| 2012/2013 | Bagdad FC       | Irak   | Iracka Premier League | 16    | 6    |
| 2013/2014 | Çaykur Rizespor | Turcja | Süper Lig             | 31    | 3    |
| 2014/2015 | Çaykur Rizespor | Turcja | Süper Lig             | 10    | 0    |
| 2015/2016 | Udinese Calcio  | Włochy | Serie A               | 28    | 1    |
| 2016/2017 | Udinese Calcio  | Włochy | Serie A               | 9     | 0    |

Stan na 24 lutego 2017.

## Kariera reprezentacyjna
W 2012 roku Adnan z reprezentacją Iraku U-19 został wicemistrzem Azji do lat 19. Sukces ten dał Irakijczykom możliwość gry w mistrzostwach świata U-20. Azjaci wygrali fazę grupową, w której Adnan zdobył bramkę w doliczonym czasie gry zremisowanego 2:2 meczu z Anglikami. Irakijczycy odpadli dopiero w półfinale po przegranej serii rzutów karnych z Urugwajem (Adnan wykorzystał rzut karny), a następnie w meczu o trzecie miejsce ulegli Ghanie. W 2013 roku Asian Football Confederation wybrała go najlepszym młodym graczem w Azji.
W 2014 roku z młodzieżową reprezentacją Iraku Ali Adnan zdobył brązowy medal igrzysk azjatyckich. W 2016 roku uczestniczył w Letnich Igrzyskach Olimpijskich 2016.
W pierwszej reprezentacji Adnan zadebiutował 3 grudnia 2012 w bezbramkowo zremisowanym meczu towarzyskim z Bahrajnem. Został tym samym pierwszym wychowankiem powstałej 11 lat wcześniej Ammo Baba Football School, który zagrał w drużynie narodowej Uczestniczył w Pucharze Azji 2015, w którym Irak zajął czwartą lokatę.

## Życie prywatne
Stryjem Alego Adnana jest Ali Kadhim Nassir Al-Tameemi, piłkarz reprezentacji Iraku, dla której zdobył 35 bramek. Ali Adnan zaś jest synem Adnana Kadhima, który w latach 70. i 80. XX wieku występował w irackiej ekstraklasie.